# BET Awards 2007
Die BET Awards 2007 waren die siebten von Black Entertainment Television (BET) vergebenen BET Awards, die an  Künstler in den Bereichen Musik, Schauspiel, Film und anderen Unterhaltungsgebieten vergeben wurden.
Die Verleihung fand am 26. Juni 2007 im Shrine Auditorium, Los Angeles, Kalifornien statt. Die Moderation übernahm die Schauspielerin Mo’Nique, die bereits die BET Awards 2003 und 2004 moderiert hatte.

## Liveauftritte
- Jennifer Hudson & Jennifer Holliday – And I am Telling You (I'm Not Going)[1]
- Mo’Nique – Déjà Vu[1]
- Kelly Rowland & Eve – Like This[1]
- Beyoncé & Kelly Rowland – Get Me Bodied/Like This
- Ne-Yo & Fabolous – Because of You/Make Me Better[1]
- Robin Thicke – Without You[2]
- 50 Cent – Amusement Park
- Ciara  –  Like a Boy/That's Right (mit Lil Jon)
- Erykah Badu – Love Hangover
- Kanye West – Can't Tell Me Nothing/Good Life
- Patti LaBelle mit Eddie Levert – The Wind Beneath My Wings
- T.I. – Big Shit Poppin' (Do It)

50 Cent hatte einen Auftritt mit seinem Song Amusement Park. In einem Online-Voting konnten die Fans zwischen diesem und Straight to the Bank wählen. Auf der Bühne vergaß 50 Cent jedoch den ersten Vers des Songs und ging stattdessen ins Publikum, um abzuklatschen. Er erklärte dies später damit, dass er versehentlich mit einem Tänzer zusammenstieß und so seinen Part vergaß.

## Gewinner und Nominierte
Die Gewinner sind fett markiert und vorangestellt.
| Video of the Year | Viewers' Choice |
| --- | --- |
| - Beyoncé – Irreplaceable - Akon feat. Snoop Dogg – I Wanna Love You - Beyoncé & Shakira – Beautiful Liar - Ciara – Like a Boy - Gnarls Barkley – Crazy | - Birdman and Lil Wayne – Stuntin' Like My Daddy - Robin Thicke – Lost Without U - Ciara – Promise - Bow Wow and Chris Brown – Shortie Like Mine - Unk – Walk It Out - Ne-Yo – Because of You - Beyoncé – Irreplaceable |
| BET J “Cool Like That” Award | Best Male Hip Hop Artist |
| - Gerald Levert - Eric Roberson - Musiq - Brian McKnight - Elisabeth Withers                                                                            | - T.I. - Lil Wayne - Jay-Z - Sean Combs - Ludacris |
| Best Female R&B Artist | Best Male R&B Artist |
| - Beyoncé - Jennifer Hudson - Corinne Bailey Rae - Mary J Blige - Ciara                                                                                 | - Ne-Yo - Akon - Robin Thicke - Gerald Levert - John Legend |
| Best Group | Best New Artist |
| - Gnarls Barkley - Mary Mary - OutKast - Pretty Ricky - Three 6 Mafia                                                                                   | - Jennifer Hudson - Lupe Fiasco - Gnarls Barkley - Mims - Corinne Bailey Rae |
| Best Gospel Artist | Best Collaboration |
| - Kirk Franklin - Shirley Caesar - Mary Mary - Fred Hammond - Dave Hollister                                                                            | - Ludacris feat. Mary J. Blige – Runaway Love - Beyoncé feat. Jay-Z – Déjà Vu - Beyoncé feat. Jay-Z – Upgrade U - Diddy feat. Keyshia Cole – Last Night - Akon feat. Snoop Dogg – I Wanna Love You                      |
| Best Actress | Best Actor |
| - Jennifer Hudson - Tichina Arnold - Chandra Wilson - Angela Bassett - Kerry Washington                                                                 | - Forest Whitaker - Will Smith - Jamie Foxx - Eddie Murphy - Idris Elba |
| Sportswoman of the Year | Best Male Athlete of the Year |
| - Serena Williams - Swin Cash - Tamika Catchings - Lisa Leslie - Gail Devers                                                                            | - LeBron James - Reggie Bush - Floyd Mayweather Jr. - Dwyane Wade - Tiger Woods |
| Lifetime Achievement Award | Humanitarian Award |
| - Diana Ross | - Don Cheadle |